# The Funeral of Hearts
"The Funeral of Hearts" je pjesma finskog sastava HIM. Objavljena je 17. ožujka 2003. godine kao prvi singl s albuma Love Metal, gdje je druga pjesma po redu. Pjesmu je napisao Ville Valo, a producenti su Ville Valo, Hiili Hiilesmaa. Pjesmu većinom izvode na kraju koncerata.

## Popis pjesama
Internacionalni singl
1. "The Funeral of Hearts" (radio edit)
2. "The Funeral of Hearts" (album verzija)
3. "The Funeral of Hearts" (akustična verzija)

Finski, njemački i ruski EP
1. "The Funeral of Hearts" (radio edit)
2. "The Funeral of Hearts" (album verzija)
3. "The Funeral of Hearts" (akustična verzija)
4. "Soul on Fire" (Erich Zann's Supernatural remix)
5. "The Funeral of Hearts" (Dr. Dagon's Dub) 
  - The Funeral of Hearts (spot)

Britanski DVD 1
1. "The Funeral of Hearts" (spot)
2. "Join Me in Death" (spot - ice verzija) (Fan's Choice)
3. Video materijal
4. Foto galerija
5. "Lonely Road" (uživo)
6. "The Funeral of Hearts" (uživo)
7. "The Funeral of Hearts" (Dr. Dagon's Dub)

Britanski DVD 2
1. "The Funeral of Hearts" (radio edit)
2. "Hand of Doom" (uživo)

Britanski DVD 3
1. "The Funeral of Hearts" (radio edit)
2. "Buried Alive By Love" (deliverance verzija)
3. "The Funeral of Hearts" (akustična verzija)
4. "The Funeral of Hearts" (radio edit)
5. "The Sacrament" (Disrhythm Remix)
6. "The Funeral of Hearts" (album verzija)

## Ljestvice
| Ljestvica (2003.) | Najviša pozicija |
| ----------------- | ---------------- |
| Austrija          | 26               |
| Finska            | 1                |
| Njemačka          | 3                |
| Švicarska         | 24               |